# Flower of Scotland

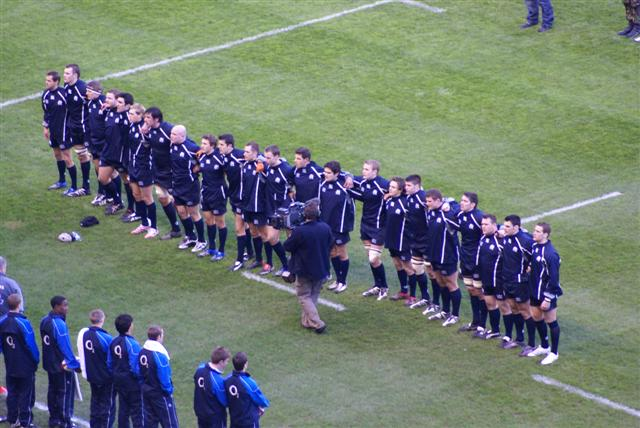
L'équipe d'Écosse de rugby à XV chantant Flower of Scotland, le 2 mars 2007.

Flower of Scotland (Flùir na h-Alba en gaélique écossais, Flouer o Scotland en scots) est un hymne national officieux de l'Écosse, au même titre que le plus ancien Scotland the Brave. Cette chanson a été créée (paroles et musiques) par l’Écossais Roy Williamson du groupe de musique traditionnelle écossaise The Corries en 1967.

## Histoire
Parmi les premières traces de l'utilisation de Flower of Scotland, la plus notable est celle faite par des supporters écossais de l'équipe de rugby des Lions britanniques et irlandais lors de leur tournée en Afrique du Sud en 1974. La fédération écossaise de rugby à XV envisagea après le Tournoi de 1989 qu'elle serait jouée avant chaque match de l'Écosse. La fédération de football l'imitera en 1993.
C'est en 1990 qu'elle est utilisée pour la première fois lors d'une rencontre officielle. Jusque-là l'hymne joué pour l'Écosse était le God Save the Queen. À la demande du XV écossais et avec l'appui de la fédération écossaise, Flower of Scotland fut adopté. Après une première interprétation non-officielle contre l'équipe de France, il est à nouveau joué pour le deuxième match à domicile du Tournoi, contre l'Angleterre. Ce dernier match décisif à Murrayfield est celui qui départagerait les deux équipes pour le gain du Grand Chelem ; l'Écosse remporta d'ailleurs ce match.
Un citoyen écossais juge cette chanson trop vindicative envers les Anglais et réclame en 2003 que la chanson fasse l'objet d'une pétition populaire présentée au Parlement écossais afin qu'elle cesse d'être utilisée lors des rencontres sportives et qu'une nouvelle chanson la remplace. Le Parlement rejette cette demande, considérant que ce n'est pas une priorité. En 2005, l'écossais Chris Cromar formule à son tour une pétition au Parlement mais cette fois-ci pour que la chanson devienne l'hymne officiel de l'Écosse. La demande est rejetée, le Parlement estimant que ce n'est pas aux politiciens de décider de doter l'Écosse d'un hymne officiel.
En 2006 lors d'un sondage en ligne, les Écossais ont placé Flower of Scotland en tête des hymnes potentiels avec 42 %, loin devant Scotland the Brave qui a recueilli 29 % des avis,.
Seuls le premier et le troisième couplets sont chantés afin de ne pas allonger inconsidérément le protocole.

## Interprétation
Flower of Scotland exalte les principaux thèmes de l'unité écossaise.
- Les paysages vallonnés (« wee bit hill and glen ») qui évoquent directement les Highlands, berceau des mythes et des traditions de l'Écosse, et la principale zone d'influence des peuples celtes venus d'Irlande : les Pictes, qui résistèrent aux invasions romaines et dont la férocité conduisit l'Empire romain à ériger le mur d'Hadrien, aussi appelé « Mur des Pictes » ; et les Scots qui prêtent leur nom à l'Écosse actuelle (Scotland en anglais)[11]. Flower of Scotland célèbre le charme de ces paysages, ainsi que leur rudesse, non sans provoquer une forte mélancolie patriotique : le pays est défini comme "perdu", recouvert d'épaisses feuilles mortes pouvant rappeler à la fois la domination pesante d'une puissance étrangère (l'Angleterre), tout comme un état de déliquescence naturel cyclique : l'indépendance de l'Écosse, du XIVe au XVIIIe siècle, correspond à la belle saison tandis que la période actuelle s'apparente à la saison froide, durant laquelle la nature se régénère pour mieux s'épanouir au retour du printemps.

- La rivalité avec l'Auld enemy anglais est exacerbée au fil du texte, en réponse au God Save the Queen qui exhorte le maréchal Wade à "écraser les rebelles écossais". Les héros écossais qui menèrent la première guerre d'indépendance de l'Écosse, William Wallace et Robert Bruce sont désignés comme la fine fleur du peuple écossais. Ces héros sont questionnés, et à travers eux tous les Écossais, quant à la faculté de ce peuple à produire de nouveaux héros prêts à conduire l'Écosse vers une nouvelle ère d'indépendance (« When will we see your like again? ») et leur sacrifice est immédiatement glorifié pour souligner la noblesse de leur combat et la fierté des Écossais, prêts à mourir pour leurs "minuscules collines et vallées". Chaque couplet se conclut par un renvoi à la victoire des Écossais sur l'armée anglaise à Bannockburn, débouchant sur près de quatre siècles d'indépendance pour l'Écosse[Note 2]. « L'armée du fier Édouard », Édouard II d'Angleterre avait alors été déjouée par la tactique écossaise. Ce vers renvoyant à Édouard II est cependant teinté d'une certaine amertume envers son prédécesseur, Édouard Ier d’Angleterre, qui défit William Wallace et dont la cruauté lors des massacres de Dunbar et Berwick nourrit, des siècles durant, la rancœur du peuple écossais[12]. Le troisième couplet appelle le peuple écossais à se remémorer ce passé, tout en conservant un regard tourné vers l'avenir ; de ne pas renoncer à leur combativité afin de redevenir une nation indépendante. Ce passage est toujours chanté plus fort, avec une plus grande ferveur que le reste du chant.

### Différence entre les interprétations a cappella et à la grande cornemuse
Lors des matchs de rugby, on constate que les trois dernières notes, selon qu'elles sont jouées à la cornemuse ou chantées, comportent une différence très marquée : un bémol sur l'antépénultième dans la version chantée. C'est la version originale, voulue par les Corries, mais cette note,"flattened seventh" qui donne un mode musical très "celtique" (et qu'on retrouve aussi beaucoup dans les cantiques bretons par exemple) est impossible à rendre à la cornemuse, à moins d'être un joueur extrèmement chevronné. Elle peut l'être en revanche sur le Northumbrian small pipe qui permet plus de nuances et sur lequel elle a été composée. Quant au public, il peut la chanter, ce qu'il ne manque pas de faire, dans des interprétations souvent remarquables par leur parfait ensemble, avec 70 000 personnes chantant à l’unisson.

## Paroles
| Paroles en anglais | Traduction en français | Traduction en gaélique |
| --- | --- | --- |
| O Flower of Scotland When will we see Your like again, That fought and died for Your wee bit hill and glen, And stood against him (England!) Proud Edward's Army And sent him homeward Tae think again. The hills are bare now And autumn leaves Lie thick and still O'er land that is lost now, Which those so dearly held, That stood against him Proud Edward's Army And sent him homeward Tae think again. Those days are past now And in the past They must remain But we can still rise now, And be the Nation again That stood against him (England!) Proud Edward's army And sent him homeward Tae think again. O Flower of Scotland When will we see Your like again, That fought and died for Your wee bit hill and glen, And stood against him, Proud Edward's Army And sent him homeward Tae think again. | Ô Fleur d'Écosse Quand reverrons-nous Tes semblables Qui se sont battus et sont morts pour Tes humbles collines et vallées, Et se sont dressés contre lui, L'armée du fier Edouard Et l'ont renvoyé chez lui Pour réfléchir à nouveau. Les collines sont désertes à présent Et les feuilles d'automne Épaisses et silencieuses Recouvrent une terre désormais perdue, Si chèrement défendue par ces hommes, Ceux qui se sont dressés contre lui L'armée du fier Edouard Et l'ont renvoyé chez lui Pour réfléchir à nouveau. Désormais, ces temps appartiennent au passé Et dans le passé Ils doivent demeurer Mais nous pouvons encore nous dresser Et être à nouveau la Nation Qui s'est dressée contre lui, L'armée du fier Edouard Et l'ont renvoyé chez lui Pour réfléchir à nouveau. Ô Fleur d'Écosse Quand reverrons-nous Les hommes dignes Qui se sont battus et sont morts pour Tes humbles collines et vallées Et se sont dressés contre lui, L'armée du fier Edouard Et l'ont renvoyé chez lui Pour réfléchir à nouveau . | O Fhlùir na h-Alba, cuin a chì sinn an seòrsa laoich a sheas gu bàs 'son am bileag feòir is fraoich, a sheas an aghaidh feachd uailleil Iomhair 's a ruaig e dhachaidh air chaochladh smaoin? Na cnuic tha lomnochd 's tha duilleach Foghair mar bhrat air làr, am fearann caillte dan tug na seòid ud gràdh, a sheas an aghaidh feachd uailleil Iomhair 's a ruaig e dhachaigh air chaochladh smaoin. Tha 'n eachdraidh dùinte ach air dìochuimhne chan fheum i bhith, is faodaidh sinn èirigh gu bhith nar Rìoghachd a-rìs a sheas an aghaidh feachd uailleil Iomhair 's a ruaig e dhachaidh air chaochladh smaoin. O Fhlùir na h-Alba, cuin a chì sinn an seòrsa laoich a sheas gu bàs 'son am bileag feòir is fraoich, a sheas an aghaidh feachd uailleil Iomhair 's a ruaig e dhachaidh air chaochladh smaoin? . |

## À propos
- Le England! lancé après les mots against him est une version assagie de l'originale. À l'origine, et encore fréquemment aujourd’hui, les supporters écossais intercalent des commentaires entre les paroles de la chanson : à « And stood against him », (Et se sont dressés contre lui) la foule répond ainsi « gainst who? » (contre qui ?) ; puis à « Proud Edward’s Army » (L'armée du fier Édouard) répondent au choix « That’s who? » (C’est qui ?) ou « bastard(s)! » (bâtard(s) !) ou « wanker(s)! » (branleur(s) !) ou « fucker(s)! » (connard(s) !) ou « fuck you! » (vas te/allez vous faire foutre !) (réponses communes, liste cependant non exhaustive !) ; puis à « And sent him homeward » la foule répond « what for? » (pour quoi faire ?) ; paroles de la chanson : « Tae think again », réponse de la foule : « to fuck the Queen » (à la place de « Tae Think again »)[14]. Les supporters ne se privent pas d'utiliser cette version, surtout lorsque l'adversaire est anglais.
- Lors du match Écosse-France du Tournoi des Six Nations 2008, le premier couplet de Flower of Scotland est accompagné de cornemuses et le deuxième est pour la première fois chanté a cappella par le public de Murrayfield afin d'entourer l'équipe de toute sa ferveur[15]. Depuis, le deuxième couplet est chanté sans support instrumental lors des matches à domicile de l'équipe d'Écosse de rugby à XV. Dans d'autres disciplines, notamment le football, cette version n'est pas utilisée.
- Ô, ville lumière, chant des supporters du Paris Saint-Germain, se chante sur l'air de Flower of Scotland[16],[17].
- Une version modifiée de l'hymne voit le jour en Irlande, créée par les supporters du Shamrock Rovers Football Club et appelée Twigg of Scotland en l'honneur du joueur écossais Gary Twigg[18].
- Le groupe écossais Alestorm a repris Flower of Scotland sur son premier album Captain Morgan's Revenge.